# Юрьев, Фёдор Афанасьевич
Фёдор Афана́сьевич Ю́рьев (1783—1856) — вице-адмирал, член Адмиралтейств-совета.

## Биография
Фёдор Юрьев родился в 1783 году. Воспитывался в Черноморском кадетском корпусе, куда поступил 10 февраля 1795 года.
Произведённый 1 октября 1798 года в гардемарины, он после этого плавал сначала на корабле «Св. Михаил», а затем на корабле «Св. Троица», на котором участвовал в сражении при взятии Корфу. 29 мая 1801 года Юрьев был произведён в мичманы и до 1806 года плавал на бриге «Александр» и фрегатах «Назарет» и «Крепкий» в Чёрном, Адриатическом и Средиземном морях.
Плавая в 1807 году на корабле «Правый», Юрьев участвовал в сражении против города Платана, а затем, перейдя на корабль «Варахаил», участвовал во взятии Анапы, причём проявил редкую храбрость, защищая с небольшой кучкой людей русский флаг, поднятый на крепости при начале боя. За этот подвиг Юрьев был 3 августа награждён орденом Св. Георгия 4-й степени.
В воздаяние отличного мужества и храбрости, оказанных при взятии 29 апреля крепости Анапы, где отличился содействием в защите поднятого на крепости флага.
Произведённый 9 января 1809 году в лейтенанты, Юрьев плавал в течение следующих десяти лет на разных судах Черноморского флота, причём одно время командовал транспортной бригантиной «Сухум».
В капитан-лейтенанты он был произведён 14 февраля 1819 года и три года спустя получил в командование бриг «Ганимед», которым и командовал до 1826 года, когда принял в командование фрегат «Рафаил». В следующем году Юрьев был произведён в капитаны 2-го ранга, а в 1828 году, командуя фрегатом «Рафаил», участвовал во взятии крепости Варны, за что был награждён золотой саблей с надписью «За храбрость», и в уничтожении местечка Инады, где также отличился и был награждён орденом св. Анны 2-й степени. За участие в сражении под Пендераклией в 1829 году, когда был сожжён один турецкий корабль, Юрьев получил императорскую корону к ордену Св. Анны 2-й степени.
Далее, до 1836 года Юрьев командовал кораблём «Чесма» и плавал в Чёрном море, причём 25 июня 1831 года был произведён в капитаны 1-го ранга. В кампанию 1833 года участвовал в Босфорской экспедиции и за отличие награжден 6 декабря орденом Св. Владимира III степени и турецкой золотой медалью.
Назначенный в 1837 году командующим фрегатом «Архипелаг» и бригом «Аякс», Юрьев получил предписание отправиться в Абхазскую экспедицию и занять Константиновский мыс. Это поручение было им выполнено блестяще и в декабре того же года он был произведён в контр-адмиралы, с назначением командиром 3-й бригады 4-й флотской дивизии. В следующем году, имея свой флаг на корабле «Иоанн Златоуст», Юрьев участвовал снова в Абхазской экспедиции против горцев и за отличие был награждён орденом Св. Станислава 2-й степени со звездой, а в 1839 году ему было пожаловано, сверх того, ещё 2000 десятин земли.
Далее, до 1853 года Юрьев всё время плавал в Чёрном море, имея последовательно свой флаг на кораблях: «Иоанн Златоуст», «Память Евстафия», фрегатах «Тенедос», «Браилов», кораблях: «Варшава», «Селафаил», «Уриил» и «Три Святителя», причём в 1843 году награжден орденом Св. Станислава I степени, а в 1846 года - орденом Св. Анны 1-й степени, 30 августа 1848 года произведён в вице-адмиралы, а в 1852 году награждён орденом Св. Владимира 2-й степени.
Назначенный 1 июня 1853 года членом Адмиралтейств-совета, Фёдор Афанасьевич Юрьев оставался в этой должности до самой своей смерти, последовавшей в марте 1856 года.

## Семья
Жена: Надежда Ивановна Вердеман

Дети:
- Юрьев Николай Фёдорович (4.12.1818 - июнь 1857) - капитан 2-го ранга (28 дек. 1855), командир корветов «Калипсо» и «Зубр», герой обороны Севастополя, кавалер ордена Св. Георгия IV степени.
- Юрьев Семён Фёдорович (р. 6.10.1823)
- Юрьева Елизавета Фёдоровна
- Юрьева Анна Фёдоровна
- Юрьев Дмитрий Федорович (27.9.1830 - 30.1.1917) - контр-адмирал (25 дек. 1885), командир пароходов «Тамань» и «Эриклик», корвета «Память Меркурия».
- Юрьева Мария Фёдоровна (р. 1832)
- Юрьева Надежда Фёдоровна (р. 1833)
- Юрьева Ксения Фёдоровна (р. 1836)
- Юрьев Пётр Федорович (16.01.1844 – 13.9.1904) - контр-адмирал (6 дек. 1894), председателем комитета Добровольного флота, командир канонерских лодок «Дождь» и «Сивуч».